# Роберт Дьявол (роман)
«Роберт Дьявол» (фр. Robert le Diable) — известная средневековая легенда, положенная в основу анонимного французского рыцарского романа XIII века. Первое печатное издание во Франции вышло в 1496 году.

## Прототип героя

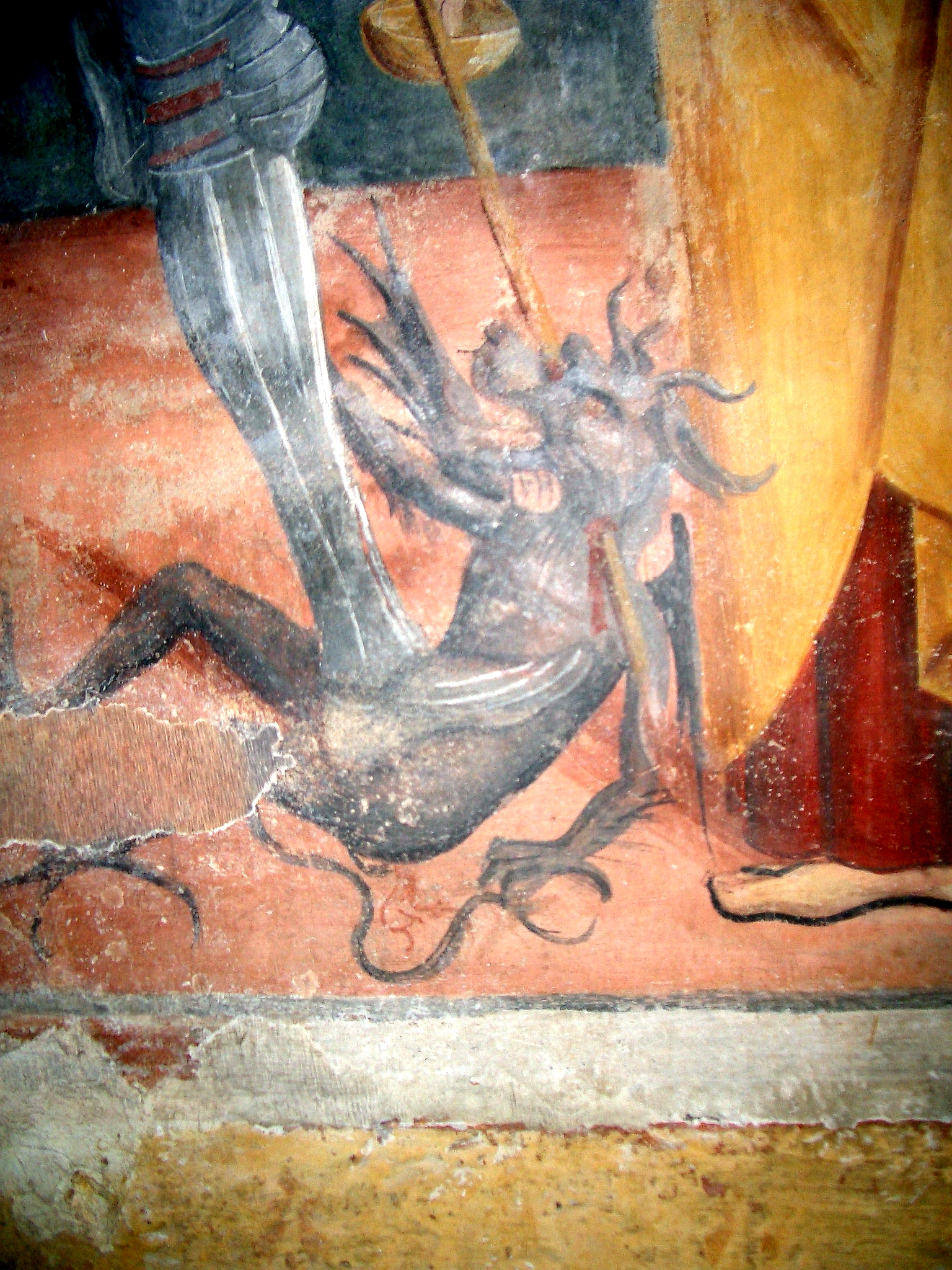
Расправа с дьяволом. Фрагмент фрески «Михаил Архангел и Святой Пётр». Храм Св. Петра в г. Фавриа, Италия. XV век

Среди предполагаемых исторических прототипов Роберта Дьявола — нормандский герцог Роберт II, отец Вильгельма Завоевателя. Кроме того, в сюжете также находят параллели с биографией Роберта Беллемского, нормандского аристократа конца XI века. Но наиболее вероятной представляется версия, согласно которой речь идёт о первом из нормандских герцогов, Роллоне (X век), сыне прибывшего из Норвегии викинга.

## Сюжет
Повествовательная схема романа близка агиографическим сочинениям. Вначале — цепь неоправданных жестокостей и низких преступлений, обрекающих героя на Божье проклятие. Затем — просветление, страстное покаяние и благодать.
Он убивает, сжигает, святотатствует. С врагами он коварен и подл, с друзьями неблагодарен и жесток. Все сторонятся его, его именем пугают детей. Припадки небывалой жестокости нападают на него помимо его воли. Одно из наиболее ужасных по своей жестокости и бессмысленности его преступлений — это разрушение старого аббатства, всех обитателей которого Роберт хладнокровно уничтожил.
После этого герой сам потрясён содеянным и пытается узнать, почему он обречён на злые дела. Угрожая матери обнажённой шпагой, он добивается от женщины правды, и та рассказывает рыцарю, что много лет назад, будучи бездетной, отдалась князю тьмы и зачала от него ребёнка. Только глубокое покаяние может спасти героя. Он отправляется в Рим как простой паломник — пешком и в рубище, безропотно сносит оскорбления и насмешки уличной толпы.
Встав на путь добрых дел, он в конце концов получает прощение. Конец романа типично нравоучительный: Роберт возглавляет римское войско и сражается против сарацин, осадивших Рим. Он, конечно, одерживает блистательную победу и затем ведёт жизнь, полную благочестия.

## Обработки
В новое время на сюжете легенды основаны роман Томаса Лоджа «История Роберта, второго герцога норманнского, прозванного Роберт-Дьявол» (1591), драма Эрнста Раупаха, опера Джакомо Мейербера на либретто Эжена Скриба (1831), стихотворение Луи Арагона.